# Ekin Çelebi
Ekin Çelebi (Núremberg, Alemania, 6 de junio de 2000) es un futbolista alemán-turco que juega de defensa en el Rot-Weiss Essen de la 3. Liga.

## Trayectoria
Debutó como profesional con el FC Nitra en la Superliga de Eslovaquia el 6 de febrero de 2021, entrando como suplente en el minuto 86 por Yanni Regäsel contra el FK Pohronie. El partido a domicilio terminó con una derrota por 3-1.

## Estadísticas

### Clubes
Actualizado al último partido disputado el 14 de mayo de 2022.
| Club                          | Div.          | Temporada     | Liga  | Liga  | Copas nacionales | Copas nacionales | Copas internacionales | Copas internacionales | Total | Total |
| Club                          | Div.          | Temporada     | Part. | Goles | Part.            | Goles            | Part.                 | Goles                 | Part. | Goles |
| ----------------------------- | ------------- | ------------- | ----- | ----- | ---------------- | ---------------- | --------------------- | --------------------- | ----- | ----- |
| F. C. Núremberg II · Alemania | 4.ª           | 2019-20       | 6     | 0     | —                | —                | —                     | —                     | 6     | 0     |
| F. C. Núremberg II · Alemania | Total club    | Total club    | 6     | 0     | 0                | 0                | 0                     | 0                     | 6     | 0     |
| F. C. Nitra · Eslovaquia      | 1.ª           | 2020-21       | 13    | 0     | 0                | 0                | —                     | —                     | 13    | 0     |
| F. C. Nitra · Eslovaquia      | Total club    | Total club    | 13    | 0     | 0                | 0                | 0                     | 0                     | 13    | 0     |
| VfB Stuttgart II · Alemania   | 4.ª           | 2021-22       | 34    | 0     | —                | —                | —                     | —                     | 34    | 0     |
| VfB Stuttgart II · Alemania   | Total club    | Total club    | 34    | 0     | 0                | 0                | 0                     | 0                     | 34    | 0     |
| Total carrera                 | Total carrera | Total carrera | 53    | 0     | 0                | 0                | 0                     | 0                     | 53    | 0     |